# Rodinný závod
Rodinný závod nebo rodinný podnik je obchodní organizace, ve které je rozhodování ovlivňováno několika generacemi rodiny, spřízněnými pokrevně, sňatkem nebo adopcí. Tato rodina je schopna sdílet vizi podnikání a má chuť tuto schopnost využívat k dosahování důležitých cílů. Členové rodiny se s firmou úzce ztotožňují ať už se jedná o její vedení nebo vlastnictví. Podnikatelské firmy s jedním vlastníkem nebo manažerem se nepovažují za rodinné podniky, protože jim chybí vícegenerační rozměr a rodinný vliv, který vytváří jedinečnou dynamiku a vztahy rodinných podniků.
Podle českého práva je rodinným závodem soubor obchodního jmění sloužící podnikatelským účelům, který vlastní člen rodiny a na jehož provozu se podílejí trvalou prací členové širší rodiny, aniž by zde byli společníky nebo měli sjednánu pracovní smlouvu.

## Význam rodinného podnikání
Podnikání v rámci širší rodiny je nejstarší a nejběžnější model ekonomické organizace. Drtivou většinu podniků po celém světě - od obchodů na rohu ulice až po nadnárodní veřejně kótované organizace se stovkami tisíc zaměstnanců - lze považovat za rodinné podniky.
Podle výzkumu časopisu Forbes bylo 44 % jmění členů Forbes 400 (žebříček nejbohatších lidí Ameriky) odvozeno z členství v rodinné firmě nebo ve spojení s ní. Také proto se Forbes rodinnému podnikání soustavně věnuje.
Mezi největší rodinné podniky na světě patří Walmart (USA), Samsung Group (Korea) a Tata Group (Indie).
O firmě se říká, že je v rodinném vlastnictví, pokud je ovládajícím akcionářem osoba. To znamená, že osoba (nikoli stát, korporace, svěřenecký fond nebo podílový fond) může mít tolik akcií, aby zajistila alespoň 20% hlasovacích práv a nejvyšší podíl hlasovacích práv ve srovnání s ostatními akcionáři.
Soukromé nebo rodinou řízené podniky není vždy snadné studovat. V mnoha případech nepodléhají požadavkům na finanční výkaznictví a o finanční výkonnosti se zveřejňuje málo informací. Vlastnictví může mít formu trustů nebo holdingových společností a samotní rodinní příslušníci nemusí být plně informováni o vlastnické struktuře svého podniku.

## Česká republika
Právní úprava rodinného závodu měla dle důvodové zprávy k občanskému zákoníku vyplnit prostor, kdy členové rodiny pro rodinný závod fakticky pracují, aniž se jejich práva a povinnosti spravují zvláště uzavřenou smlouvou. S takovými situacemi se lze setkat například v zemědělství nebo v pohostinských, hotelových a podobných provozech. Vyznačují se vesměs tím, že členové rodiny pracují pod řízením otce, matky, děda atp., aniž jsou jejich povinnosti a práva, a to nejen zaměstnanecké, ale i ve vztahu k závodu samotnému, nějak právně regulovány. V případě, že jejich právní vztahy nebyly v období do konce roku 2013 výslovně upraveny, řídily se ustanoveními o bezdůvodném obohacení, což nebylo vždy právě praktické pro řešení sporů.
Dalším důvodem k právní úpravě rodinného závodu bylo východisko, že životní úroveň rodiny má být srovnatelná. Pokud na rodinném závodě pracují i některé z dětí, rodina je povinna zaopatřovat všechny členy rodiny i ty, jež se z nějakého důvodu neúčastní (např. z důvodů studijních, zdravotních apod.) nebo kteří se starají o rodinnou domácnost.

### Kdo může být členem rodinného závodu
Za členy rodinného závodu jsou chápáni: společně pracující manželé (nebo alespoň jeden z nich) a jejich příbuzní do třetího stupně nebo osoby, které jsou s manžely sešvagřené až do druhého stupně. Tyto vyjmenované osoby jsou do rodinného závodu zahrnuty za předpokladu, že pro rodinu nebo rodinný závod trvale pracují. Teprve pak se považují za členy rodiny zúčastněné na provozu rodinného závodu.
O rodinný závod nejde, pokud již členové rodiny mají vzájemné právní vztahy smluvně upraveny (např. společenskou smlouvou, smlouvou o tiché společnosti, pracovní smlouvou nebo zakladatelským právním jednáním o založení obchodní společnosti nebo družstva). Pokud se na provozu rodinného závodu podílejí oba manželé, nepoužije se na jejich právní vztahy právní úprava rodinného závodu, ale manželské majetkové právo (§ 708 až 750 občanského zákoníku).

### Pravidla fungování rodinného závodu
Stěžejní rozhodnutí jsou přijímána většinou hlasů členů rodiny zúčastněných na provozu závodu. Nezletilé členy závodu při hlasování zastupuje jejich zákonný zástupce (rodič), nesvéprávné osoby opatrovník.
Základním právem všech členů rodiny zúčastněných na provozu rodinného závodu je právo podílet se na zisku z tohoto provozu. Je zřejmé, že podíl na zisku má odpovídat míře, v jaké se člen rodiny podílí na dosažení tohoto zisku, doslova v míře odpovídající množství a druhu své práce.
Pro rodinný závod jako zařízení, jehož podstatou je společenství zúčastněných osob, je rozhodné, kdo se provozu rodinného závodu účastní, ne to, kdo je jeho vlastníkem. Proto mají všichni členové rodiny, kteří se na práci podílejí, právo spolurozhodovat o zásadních otázkách, které se týkají nakládání s tímto vlastnictvím a také co se bude dělat s přírůstky k tomuto vlastnictví a s tím, jak bude s úrodou naloženo, a to bez zřetele na vlastnictví nebo spoluvlastnictví tohoto závodu – právě proto, že jde o zdroj obživy jich všech a celé rodiny. Dalším právem je rozhodování o přijetí dalšího člena.

## Možné problémy
Zájmy rodiny nemusí korespondovat se zájmy jejich podniku. Pokud například rodina potřebuje, aby její podnik rozděloval prostředky na životní náklady a odchod do důchodu, ale podnik potřebuje zůstat konkurenceschopný, zájmy rodiny a podniku nejsou sladěny.
Zájem jednoho člena rodiny nemusí být v souladu s jiným členem rodiny. Například člen rodiny, který je vlastníkem, může chtít firmu prodat, aby maximalizoval svůj zisk, ale člen rodiny, který je vlastníkem a také manažerem, může chtít společnost udržet, protože představuje jeho kariéru a chce, aby jeho děti měly možnost ve společnosti pracovat.